# Rudolf Steiner
Rudolf Steiner (Kraljevec, fronteira austro-húngara, 27 de fevereiro de 1861 — Dornach, 30 de março de 1925) foi um filósofo, educador, artista e esoterista. Foi fundador da antroposofia, da pedagogia Waldorf, da agricultura biodinâmica, da medicina antroposófica e da euritimia, esta última criada com a colaboração de sua esposa, Marie Steiner-von Sivers. Seus interesses eram variados: além do ocultismo, se interessou por agricultura, arquitetura, arte, drama, literatura, matemática, medicina, filosofia, ciência e religião. 

## Carreira
Após terminar sua tese de doutorado na Universidade de Rostock, sobre a teoria do conhecimento de Fichte, a partir de 1883 dedicou-se a editar as obras científicas de Johann Wolfgang von Goethe. Tornou-se um profundo conhecedor da obra de Goethe, escrevendo numerosas obras sobre este e dedicando-se à explicação do pensamento do autor alemão. Ao mesmo tempo escrevia sobre assuntos filosóficos.
Após um período de vivência em Berlim, em que sobrevivia como escritor de uma revista literária, Steiner aderiu a uma trajetória de conferencista e escritor, enquanto desenvolvia a antroposofia. Entre 1902 e 1912, foi o líder da Sociedade Teosófica na Alemanha, mas rompeu com esta e fundou a Sociedade Antroposófica. O motivo do rompimento de Steiner com a Sociedade Teosófica foi que eles não davam a Jesus Cristo e ao Cristianismo um lugar especial, mas ele também incorporou conceitos do Hinduísmo, como karma e reencarnação.
Em Dornach construíram a sede da Sociedade Antroposófica, denominada Goetheanum onde está atualmente a Escola Superior Livre de Ciência Espiritual. O primeiro Goetheanum foi destruído por um incêndio em 1922. Foi reconstruído e tem participação importante na obra de Steiner como um grande centro de contribuições para os campos do Conhecimento Humano. Steiner, entre outras obras, dedicou-se principalmente aos campos da organização social, agricultura, arquitetura, medicina, e pedagogia; também farmacologia e no tratamento de crianças com a Síndrome de Down, dentro da pedagogia curativa.

## Antroposofia
Pode-se resumir a Antroposofia de Steiner como um modo de alcance de um conhecimento suprassensível da realidade do mundo e do destino humano. Mas, o conteúdo desse resumo é complexo e remete a um estudo de extremas profundidade e disciplina, aliadas a um método de exercícios metódicos precisos, com o intuito de revelar no homem o divino que neste reside adormecido. A Antroposofia, o corpo de conceitos derivados da Ciência Espiritual, coloca o Antrophós (Homem) como participante efetivo do mundo espiritual através de seus corpos superiores, tornando assim evidente no mesmo o conceito do Theós (Deus).
A Ciência Espiritual é o meio de experiência consciente direta com o mundo espiritual. Seus adeptos a consideram uma forma de ciência, pois, para entendimento deles, seus resultados podem ser verificados por qualquer um que se dispuser a se preparar neste sentido por meio do trabalho interior. Trata-se, por isso, de um conhecimento exato possível de ser acessado pelo pensar, desde que ele seja desenvolvido para tal pelo trabalho diário (exercício de concentração, revisão da memória, ação pura, percepção pura, etc.).

### Obras em português (seleção)
Dentre os trabalhos de Steiner temos aproximadamente 400 livros, inclusive escritos literários (aproximadamente 40 volumes), mais de 6 000 preleções e seus trabalhos artísticos.
- A HISTÓRIA UNIVERSAL À LUZ DA ANTROPOSOFIA - Rudolf Steiner GA233 - Nesta obra importante para a compreensão dos antecedentes da antroposofia
- O EVANGELHO SEGUNDO JOÃO - Rudolf Steiner GA 103 - 2º Ciclo - Conferências de Hamburgo
- CONFERÊNCIAS NATALINAS - Rudolf Steiner GA 96
- MISTÉRIOS INICIÁTICOS e suas diferentes configurações nas eras da humanidade - Rudolf Steiner GA 232
- O CONHECIMENTO DOS MUNDOS SUPERIORES - Rudolf Steiner GA 10
- A CIÊNCIA OCULTA - Esboço de uma cosmovisão supra sensorial - Rudolf Steiner GA 13
- A FILOSOFIA DA LIBERDADE - Fundamentos para uma filosofia moderna - Rudolf Steiner GA 04
- A PRÁTICA PEDAGÓGICA - Rudolf Steiner GA 306
- O APOCALIPSE DE JOÃO - A revelação bíblica da iniciação cristã - Rudolf Steiner GA 104
- O QUINTO EVANGELHO - Rudolf Steiner GA 148
- TEOSOFIA - Rudolf Steiner GA 09
- A ARTE DE EDUCAR - Rudolf Steiner GA 311
- MINHA VIDA (1924–5)[2]

### Obras em alemão (seleção)
(GA= Rudolf Steiner Complete Edition, publicado a partir de 1961 pela Rudolf Steiner Estate Administration, Rudolf Steiner Verlag Dornach ou Basel.)
- Einleitungen zu Goethes Naturwissenschaftlichen Schriften (GA 1), 1883–1897 (Online-Fassung)
- Grundlinien einer Erkenntnistheorie der Goetheschen Weltanschauung, mit besonderer Rücksicht auf Schiller (GA 2), 1886 (Online-Fassung)
- Die Grundfrage der Erkenntnistheorie mit besonderer Rücksicht auf Fichte's Wissenschaftslehre : Prolegomena zur Verständigung des philosophierenden Bewusstseins mit sich selbst, Rostock, Univ., Diss., 1890 (online)
- Wahrheit und Wissenschaft. Vorspiel einer „Philosophie der Freiheit“ (GA 3), 1892 (Online-Fassung)
- Die Philosophie der Freiheit. Grundzüge einer modernen Weltanschauung – Seelische Beobachtungsresultate nach naturwissenschaftlicher Methode (GA 4), 1894 (Online-Fassung)
- Friedrich Nietzsche, ein Kämpfer gegen seine Zeit (GA 5), 1895 (Online-Fassung anthroweb.info, Online-Fassung Project Gutenberg)
- Goethes Weltanschauung (GA 6), 1897 (Online-Fassung)
- Die Mystik im Aufgange des neuzeitlichen Geisteslebens und ihr Verhältnis zur modernen Weltanschauung (GA 7), 1901 (Online-Fassung)
- Das Christentum als mystische Tatsache und die Mysterien des Altertums (GA 8), 1902 (Online-Fassung); sowie die 24 Vorträge, die diesem Werk zugrunde liegen (PDF)
- Theosophie. Einführung in übersinnliche Welterkenntnis und Menschenbestimmung (GA 9), 1904 (Online-Fassung)
- Wie erlangt man Erkenntnisse der höheren Welten? (GA 10), 1904 (Online-Fassung)
- Aus der Akasha-Chronik (GA 11), 1904–1908
- Die Stufen der höheren Erkenntnis (GA 12), 1905–1908 (Online-Fassung)
- Die Geheimwissenschaft im Umriss (GA 13), 1909 (Online-Fassung)
- Vier Mysteriendramen (GA 14), 1910–1913
- Die geistige Führung des Menschen und der Menschheit. Geisteswissenschaftliche Ergebnisse über die Menschheits-Entwickelung (GA 15), 1911 (Online-Fassung)
- Ein Weg zur Selbsterkenntnis des Menschen. In acht Meditationen (GA 16), 1912 (Online-Fassung)
- Die Schwelle der geistigen Welt. Aphoristische Ausführungen (GA 17), 1913 (Online-Fassung)
- Die Rätsel der Philosophie in ihrer Geschichte als Umriss dargestellt (GA 18), 1914 (Online-Fassung)
- Vom Menschenrätsel. Ausgesprochenes und Unausgesprochenes im Denken, Schauen und Sinnen einer Reihe deutscher und österreichischer Persönlichkeiten (GA 20), 1916 (Online-Fassung)
- Von Seelenrätseln. Anthropologie und Anthroposophie. Max Dessoir über Anthroposophie. Franz Brentano: Ein Nachruf. Skizzenhafte Erweiterungen (GA 21), 1917 (Online-Fassung)
- Goethes Geistesart in ihrer Offenbarung durch seinen „Faust“ und durch das Märchen von der Schlange und der Lilie (GA 22), 1918 (Online-Fassung)
- Die Kernpunkte der sozialen Frage in den Lebensnotwendigkeiten der Gegenwart und Zukunft (GA 23), 1919 (Online-Fassung)
- Aufsätze über die Dreigliederung des sozialen Organismus und zur Zeitlage 1915–1921 (GA 24), 1961 (in dieser Zusammenstellung)
- Philosophie, Kosmologie und Religion (GA 25), 1922 (Online-Fassung)
- Anthroposophische Leitsätze. Der Erkenntnisweg der Anthroposophie – Das Michael-Mysterium (GA 26), 1924/25 (Online-Fassung)
- Grundlegendes für eine Erweiterung der Heilkunst nach geisteswissenschaftlichen Erkenntnissen (GA 27; mit Ita Wegman), 1925 (Online-Fassung)
- Mein Lebensgang (GA 28), 1925 (PDF (Memento vom 16. janeiro 2006 im Internet Archive)) (Online-Fassung)